# Natallja Zverava
| jaar | rang enkelspel | rang dubbelspel |
| ---- | -------------- | --------------- |
| 1986 | 94             | 111             |
| 1987 | 19             | 94              |
| 1988 | 7              | 11              |
| 1989 | 27             | 6               |
| 1990 | 12             | 5               |
| 1991 | 21             | 3               |
| 1992 | 23             | 2               |
| 1993 | 19             | 3               |
| 1994 | 10             | 1               |
| 1995 | 14             | 4               |
| 1996 | 57             | 9               |
| 1997 | 25             | 1               |
| 1998 | 16             | 1               |
| 1999 | 27             | 12              |
| 2000 | 79             | 25              |
|      |                |                 |
| 2002 | –              | 46              |

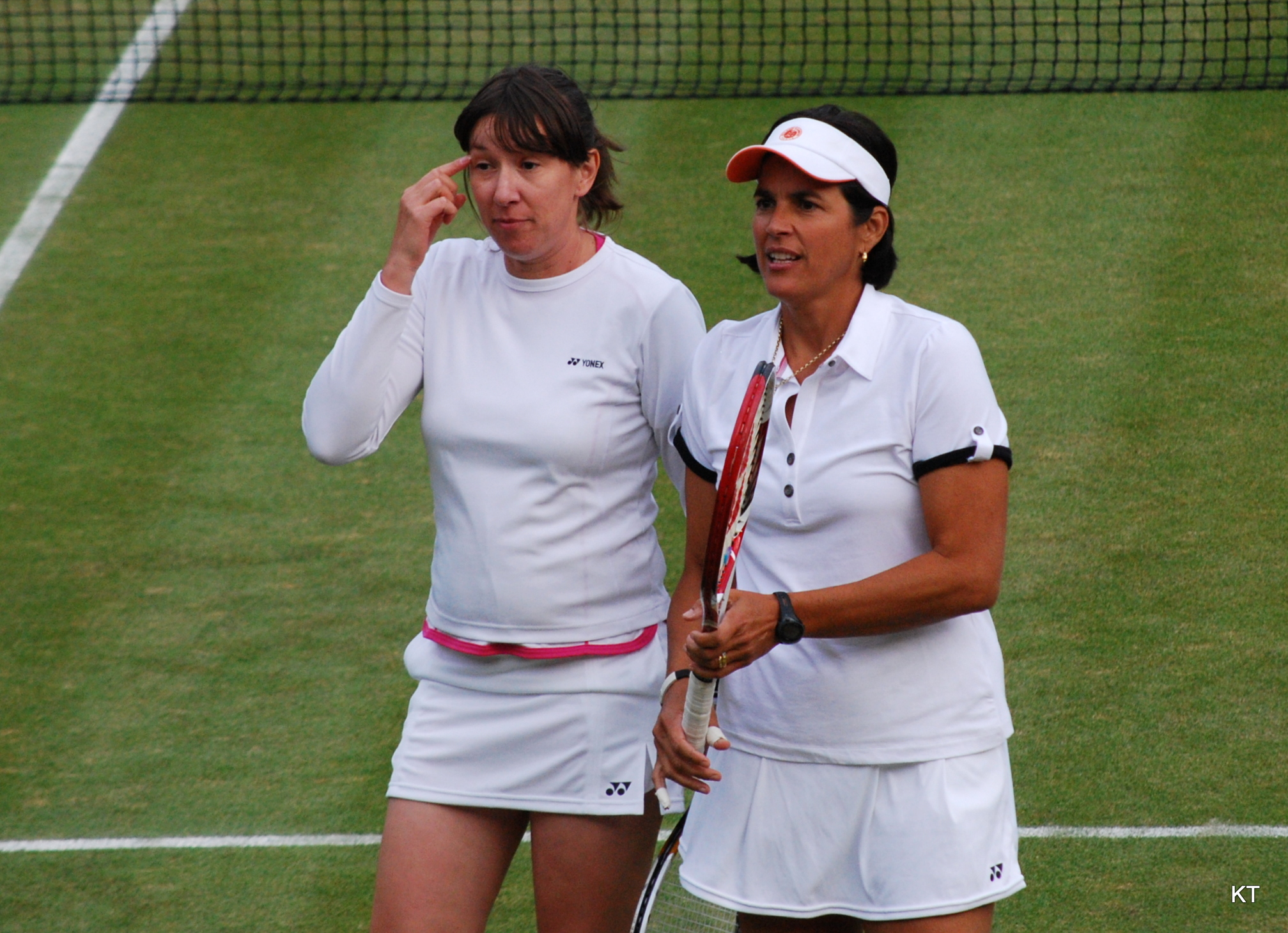
Natallja Zverava (links) en Gigi Fernández (re)
Wimbledon "Ladies Invitation Doubles" 2011

Natallja Maratawna Zverava (Wit-Russisch: Наталля Маратаўна Зверава, Russisch: Наташа Маратавна Зверева), in de Sovjet-periode ook Natasja Zvereva (Minsk, 16 april 1971) is een voormalig professioneel tennisspeelster. Zij speelt rechtshandig en heeft een tweehandige backhand.
In eerste instantie kwam zij uit voor de Sovjet-Unie; na het uiteenvallen daarvan voor Wit-Rusland.
In 2010 werd zij opgenomen in de internationale Tennis Hall of Fame.

## Loopbaan

### Enkelspel
Zverava behaalde vier WTA-titels, maar won nooit een grandslamtoernooi. Zij bereikte de finale van Roland Garros 1988 die zij verloor van de als eerste geplaatste Steffi Graf.
Hoewel Zverava meer bekend is geworden door haar prestaties in het dubbelspel, bereikte zij in het enkelspel niettemin de vijfde positie op de wereldranglijst, in mei 1989. Hiermee was zij 22 jaar lang de beste Wit-Russische tennisspeelster, tot Viktoryja Azarenka haar in mei 2011 onttroonde door te promoveren naar de vierde plek in de WTA-ranglijst (en in 2012 zelfs naar de eerste plaats).

### Dubbelspel
Zverava won 80 dubbelspeltitels waarvan 17 samen met de Letse Larisa Savtsjenko (1988–1992) en liefst 38 samen met de Amerikaanse Gigi Fernández (1992–1997).
Zverava veroverde 18 grandslamtitels. Zij wist elk grandslamtoernooi ten minste drie keer te winnen en veroverde in 1992/1993 zes achtereenvolgende grandslamtitels, maar behaalde nooit het "grand slam" in één kalenderjaar.
In 1992 won zij olympisch brons in Barcelona op het dubbelspeltoernooi, samen met de Georgische Leila Meschi.
Zverava won driemaal het eindejaarskampioenschap in het vrouwendubbelspel: in 1993 en 1994 samen met Gigi Fernández, en in 1998 met Lindsay Davenport aan haar zijde.
Haar hoogste notering op de WTA-ranglijst is de eerste plaats, die zij voor het eerst bereikte in oktober 1991. Tot en met 1999 was zij geregeld op de positie van nummer één te vinden – haar grootste concurrente voor deze begeerde plek was Arantxa Sánchez Vicario, die in de periode 1992–1997 in totaal 111 weken de beste dubbelspeelster ter wereld was. Zverava's telling eindigde op 124 weken, waarmee zij de nummer zes aller tijden is, na Martina Navrátilová (237), Liezel Huber (199), Cara Black (163), Lisa Raymond (137) en Kateřina Siniaková (129).
| nr. | begindatum | aantal weken | aantal weken cumulatief |
| --- | ---------- | ------------ | ----------------------- |
| 1.  | 1991-10-07 | 1            | 1                       |
| 2.  | 1992-06-15 | 1            | 2                       |
| 3.  | 1992-10-12 | 1            | 3                       |
| 4.  | 1992-11-16 | 1            | 4                       |
| 5.  | 1993-01-11 | 12           | 16                      |
| 6.  | 1994-08-15 | 26           | 42                      |
| 7.  | 1995-02-27 | 1            | 43                      |
| 8.  | 1995-03-13 | 2            | 45                      |
| 9.  | 1997-04-07 | 29           | 74                      |
| 10. | 1997-11-03 | 12           | 86                      |
| 11. | 1998-04-13 | 8            | 94                      |
| 12. | 1998-11-01 | 1            | 95                      |
| 13. | 1999-05-16 | 25           | 120                     |
| 14. | 1999-07-05 | 4            | 124                     |

#### Gemengd dubbelspel
In het gemengd dubbelspel won Zverava tweemaal het Australian Open, in beide gevallen samen met een Amerikaan: in 1990 met Jim Pugh en in 1995 met Rick Leach. Daarnaast bereikte zij met Jim Pugh grandslamfinaleplaatsen op het US Open (1990) en op Wimbledon (1991).

### Tennis in teamverband
In de periode 1986–2002 maakte Zverava deel uit van eerst het Sovjet- en later het Wit-Russische Fed Cup-team – zij behaalde daar een winst/verlies-balans van 35–16 in het enkelspel en 24–5 in het dubbelspel. Bij de Fed Cup is zij recordhoudster qua aantal gewonnen enkelspelpartijen (35) en qua totaal aantal gewonnen partijen (59). Tweemaal speelde zij in de finale van Wereldgroep I: in 1988 tegen Tsjecho-Slowakije en in 1990 tegen de Amerikaanse dames – geen van beide finales werd in winst omgezet.
In drie achtereenvolgende jaren (1990–1992) trad zij in Australië in het krijt op de Hopman Cup, met Andrej Tsjesnokov aan haar zijde. In 1990 verloren zij hun eerste landenwedstrijd (tegen Australië); in 1991 hetzelfde tegen Joegoslavië. In 1992 wonnen zij in de eerste ronde van het Britse duo, maar verloren in de kwartfinale van Zwitserland.

## Palmares
| Legenda                |
| ---------------------- |
| Grandslamtoernooi      |
| Olympische Spelen      |
| Year-End Championships |
| Tier I                 |
| Tier II                |
| Tier III               |
| Tier IV & V            |

### WTA-finaleplaatsen enkelspel
| nr.              | finale     | toernooi         | ondergrond    | tegenstandster      | score         |         |
| ---------------- | ---------- | ---------------- | ------------- | ------------------- | ------------- | ------- |
| gewonnen finales |            |                  |               |                     |               |         |
| 1.               | 1990-01-07 | WTA Brisbane     | hardcourt     | Rachel McQuillan    | 6-4, 6-0      | details |
| 2.               | 1990-01-14 | WTA Sydney       | hardcourt     | Barbara Paulus      | 4-6, 6-1, 6-3 | details |
| 3.               | 1994-02-13 | WTA Chicago      | tapijt (i)    | Chanda Rubin        | 6-3, 7-5      | details |
| 4.               | 1999-06-19 | WTA Eastbourne   | gras          | Nathalie Tauziat    | 0-6, 7-5, 6-3 | details |
| verloren finales |            |                  |               |                     |               |         |
| 01.              | 1986-11-09 | WTA Little Rock  | tapijt (i)    | Kathy Rinaldi       | 4-6, 7-6, 0-6 | details |
| 02.              | 1987-11-08 | WTA Little Rock  | hardcourt     | Sandra Cecchini     | 6-0, 1-6, 3-6 | details |
| 03.              | 1987-11-15 | WTA Chicago      | tapijt (i)    | Martina Navrátilová | 1-6, 2-6      | details |
| 04.              | 1988-06-04 | Roland Garros    | gravel        | Steffi Graf         | 0-6, 0-6      | details |
| 05.              | 1988-06-19 | WTA Eastbourne   | gras          | Martina Navrátilová | 2-6, 2-6      | details |
| 06.              | 1988-08-21 | WTA Montréal     | hardcourt     | Gabriela Sabatini   | 1-6, 2-6      | details |
| 07.              | 1988-11-06 | WTA Worcester    | tapijt (i)    | Martina Navrátilová | 7-6, 4-6, 3-6 | details |
| 08.              | 1989-04-09 | WTA Hilton Head  | gravel        | Steffi Graf         | 1-6, 1-6      | details |
| 09.              | 1989-10-15 | WTA Moskou       | tapijt (i)    | Gretchen Magers     | 3-6, 4-6      | details |
| 10.              | 1991-06-16 | WTA Birmingham   | gras          | Martina Navrátilová | 4-6, 6-7      | details |
| 11.              | 1993-10-17 | WTA Filderstadt  | hardcourt (i) | Mary Pierce         | 3-6, 3-6      | details |
| 12.              | 1994-03-20 | WTA Miami        | hardcourt     | Steffi Graf         | 6-4, 1-6, 2-6 | details |
| 13.              | 1994-04-03 | WTA Hilton Head  | gravel        | Conchita Martínez   | 4-6, 0-6      | details |
| 14.              | 1994-10-09 | WTA Zürich       | tapijt (i)    | Magdalena Maleeva   | 5-7, 6-3, 4-6 | details |
| 15.              | 1995-03-05 | WTA Indian Wells | hardcourt     | Mary Joe Fernandez  | 4-6, 3-6      | details |

### WTA-finaleplaatsen vrouwendubbelspel
| nr.              | finale     | toernooi            | ondergrond    | partner                 | tegenstandsters                                   | score           |         |
| ---------------- | ---------- | ------------------- | ------------- | ----------------------- | ------------------------------------------------- | --------------- | ------- |
| gewonnen finales |            |                     |               |                         |                                                   |                 |         |
| 01.              | 1988-06-12 | WTA Birmingham      | gras          | Larisa Savtsjenko       | Leila Meschi Svetlana Parchomenko                 | 6-4, 6-1        | details |
| 02.              | 1988-10-30 | WTA Indianapolis    | hardcourt (i) | Larisa Savtsjenko       | Katrina Adams Zina Garrison                       | 6-2, 6-1        | details |
| 03.              | 1989-04-16 | WTA Amelia Island   | gravel        | Larisa Savtsjenko       | Martina Navrátilová Pam Shriver                   | 7-6, 2-6, 6-1   | details |
| 04.              | 1989-06-11 | Roland Garros       | gravel        | Larisa Savtsjenko       | Steffi Graf Gabriela Sabatini                     | 6-4, 6-4        | details |
| 05.              | 1989-06-18 | WTA Birmingham      | gras          | Larisa Savtsjenko       | Meredith McGrath Pam Shriver                      | 7-5, 5-7, 6-0   | details |
| 06.              | 1989-10-15 | WTA Moskou          | tapijt (i)    | Larisa Savtsjenko       | Nathalie Herreman Catherine Suire                 | 6-3, 6-4        | details |
| 07.              | 1989-11-12 | WTA Chicago         | tapijt (i)    | Larisa Savtsjenko       | Jana Novotná Helena Suková                        | 6-3, 2-6, 6-3   | details |
| 08.              | 1990-06-17 | WTA Birmingham      | gras          | Larisa Savtsjenko       | Lise Gregory Gretchen Magers                      | 3-6, 6-3, 6-3   | details |
| 09.              | 1990-06-24 | WTA Eastbourne      | gras          | Larisa Savtsjenko       | Patty Fendick Zina Garrison-Jackson               | 6-4, 6-3        | details |
| 10.              | 1990-09-18 | WTA Orlando         | tapijt (i)    | Larisa Savtsjenko       | Manon Bollegraf Meredith McGrath                  | 6-4, 6-1        | details |
| 11.              | 1991-03-10 | WTA Boca Raton      | hardcourt     | Larisa Savtsjenko       | Meredith McGrath Anne Smith                       | 6-4, 7-6        | details |
| 12.              | 1991-04-07 | WTA Hilton Head     | gravel        | Claudia Kohde-Kilsch    | Mary-Lou Daniels Lise Gregory                     | 6-4, 6-0        | details |
| 13.              | 1991-05-20 | WTA Berlijn         | gravel        | Larisa Savtsjenko       | Nicole Provis Elna Reinach                        | 6-3, 6-3        | details |
| 14.              | 1991-06-23 | WTA Eastbourne      | gras          | Larisa Savtsjenko       | Gigi Fernández Jana Novotná                       | 2-6, 6-4, 6-4   | details |
| 15.              | 1991-07-07 | Wimbledon           | gras          | Larisa Savtsjenko       | Gigi Fernández Jana Novotná                       | 6-4, 3-6, 6-4   | details |
| 16.              | 1991-08-11 | WTA Toronto         | hardcourt     | Larisa Savtsjenko       | Claudia Kohde-Kilsch Helena Suková                | 1-6, 7-5, 6-2   | details |
| 17.              | 1991-08-18 | WTA Manhattan Beach | hardcourt     | Larisa Savtsjenko       | Gretchen Magers Robin White                       | 6-1, 2-6, 6-2   | details |
| 18.              | 1991-09-08 | US Open             | hardcourt     | Pam Shriver             | Jana Novotná Larisa Savtsjenko                    | 6-4, 4-6, 7-6   | details |
| 19.              | 1991-10-27 | WTA Brighton        | tapijt (i)    | Pam Shriver             | Zina Garrison-Jackson Lori McNeil                 | 6-1, 6-2        | details |
| 20.              | 1992-03-08 | WTA Boca Raton      | hardcourt     | Larisa Savtsjenko       | Linda Harvey-Wild Conchita Martínez               | 6-2, 6-2        | details |
| 21.              | 1992-04-05 | WTA Hilton Head     | gravel        | Arantxa Sánchez Vicario | Jana Novotná Larisa Savtsjenko                    | 6-4, 6-2        | details |
| 22.              | 1992-04-12 | WTA Amelia Island   | gravel        | Arantxa Sánchez Vicario | Zina Garrison-Jackson Jana Novotná                | 6-1, 6-0        | details |
| 23.              | 1992-06-07 | Roland Garros       | gravel        | Gigi Fernández          | Conchita Martínez Arantxa Sánchez Vicario         | 6-3, 6-2        | details |
| 24.              | 1992-07-05 | Wimbledon           | gras          | Gigi Fernández          | Jana Novotná Larisa Savtsjenko                    | 6-4, 6-1        | details |
| 25.              | 1992-09-13 | US Open             | hardcourt     | Gigi Fernández          | Jana Novotná Larisa Savtsjenko                    | 7-6, 6-1        | details |
| 26.              | 1992-10-11 | WTA Zürich          | tapijt (i)    | Helena Suková           | Martina Navrátilová Pam Shriver                   | 7-6, 6-4        | details |
| 27.              | 1992-11-08 | WTA Oakland         | tapijt (i)    | Gigi Fernández          | Rosalyn Fairbank-Nideffer Gretchen Magers         | 3-6, 6-2, 6-4   | details |
| 28.              | 1992-11-15 | WTA Philadelphia    | tapijt (i)    | Gigi Fernández          | Conchita Martínez Mary Pierce                     | 6-1, 6-3        | details |
| 29.              | 1993-01-31 | Australian Open     | hardcourt     | Gigi Fernández          | Pam Shriver Elizabeth Smylie                      | 6-4, 6-3        | details |
| 30.              | 1993-03-07 | WTA Delray Beach    | hardcourt     | Gigi Fernández          | Larisa Neiland Jana Novotná                       | 6-2, 6-2        | details |
| 31.              | 1993-03-28 | WTA Wesley Chapel   | gravel        | Gigi Fernández          | Larisa Neiland Arantxa Sánchez Vicario            | 7-5, 6-3        | details |
| 32.              | 1993-04-04 | WTA Hilton Head     | gravel        | Gigi Fernández          | Katrina Adams Manon Bollegraf                     | 6-3, 6-1        | details |
| 33.              | 1993-05-16 | WTA Berlijn         | gravel        | Gigi Fernández          | Debbie Graham Brenda Schultz                      | 6-1, 6-3        | details |
| 34.              | 1993-06-06 | Roland Garros       | gravel        | Gigi Fernández          | Larisa Neiland Jana Novotná                       | 6-3, 7-5        | details |
| 35.              | 1993-06-19 | WTA Eastbourne      | gras          | Gigi Fernández          | Larisa Neiland Jana Novotná                       | 2-6, 7-5, 6-1   | details |
| 36.              | 1993-07-04 | Wimbledon           | gras          | Gigi Fernández          | Larisa Neiland Jana Novotná                       | 6-4, 6-7, 6-4   | details |
| 37.              | 1993-10-03 | WTA Leipzig         | tapijt (i)    | Gigi Fernández          | Larisa Neiland Jana Novotná                       | 6-3, 6-2        | details |
| 38.              | 1993-10-17 | WTA Filderstadt     | hardcourt (i) | Gigi Fernández          | Patty Fendick Martina Navrátilová                 | 7-6, 6-4        | details |
| 39.              | 1993-11-21 | VS-kampioenschap    | tapijt (i)    | Gigi Fernández          | Larisa Neiland Jana Novotná                       | 6-3, 7-5        | details |
| 40.              | 1994-01-30 | Australian Open     | hardcourt     | Gigi Fernández          | Patty Fendick Meredith McGrath                    | 6-3, 4-6, 6-4   | details |
| 41.              | 1994-02-13 | WTA Chicago         | tapijt (i)    | Gigi Fernández          | Manon Bollegraf Martina Navrátilová               | 6-3, 3-6, 6-4   | details |
| 42.              | 1994-03-20 | WTA Miami           | hardcourt     | Gigi Fernández          | Patty Fendick Meredith McGrath                    | 6-3, 6-1        | details |
| 43.              | 1994-05-08 | WTA Rome            | gravel        | Gigi Fernández          | Gabriela Sabatini Brenda Schultz                  | 6-1, 6-3        | details |
| 44.              | 1994-05-15 | WTA Berlijn         | gravel        | Gigi Fernández          | Jana Novotná Arantxa Sánchez Vicario              | 6-3, 7-6        | details |
| 45.              | 1994-06-05 | Roland Garros       | gravel        | Gigi Fernández          | Lindsay Davenport Lisa Raymond                    | 6-2, 6-2        | details |
| 46.              | 1994-06-18 | WTA Eastbourne      | gras          | Gigi Fernández          | Inés Gorrochategui Helena Suková                  | 6-7, 6-4, 6-3   | details |
| 47.              | 1994-07-03 | Wimbledon           | gras          | Gigi Fernández          | Jana Novotná Arantxa Sánchez Vicario              | 6-4, 6-1        | details |
| 48.              | 1994-10-16 | WTA Filderstadt     | hardcourt (i) | Gigi Fernández          | Manon Bollegraf Larisa Neiland                    | 7-6, 6-4        | details |
| 49.              | 1994-11-13 | WTA Philadelphia    | tapijt (i)    | Gigi Fernández          | Gabriela Sabatini Brenda Schultz                  | 4-6, 6-4, 6-2   | details |
| 50.              | 1994-11-20 | VS-kampioenschap    | tapijt (i)    | Gigi Fernández          | Jana Novotná Arantxa Sánchez Vicario              | 6-3, 6-7, 6-3   | details |
| 51.              | 1995-02-05 | WTA Tokio           | tapijt (i)    | Gigi Fernández          | Lindsay Davenport Rennae Stubbs                   | 6-0, 6-3        | details |
| 52.              | 1995-05-14 | WTA Rome            | gravel        | Gigi Fernández          | Conchita Martínez Patricia Tarabini               | 4-6, 7-6, 6-4   | details |
| 53.              | 1995-06-11 | Roland Garros       | gravel        | Gigi Fernández          | Jana Novotná Arantxa Sánchez Vicario              | 6-7, 6-4, 7-5   | details |
| 54.              | 1995-08-06 | WTA San Diego       | hardcourt     | Gigi Fernández          | Alexia Dechaume-Balleret Sandrine Testud          | 6-2, 6-1        | details |
| 55.              | 1995-08-13 | WTA Manhattan Beach | hardcourt     | Gigi Fernández          | Larisa Neiland Gabriela Sabatini                  | 7-5, 6-7, 7-5   | details |
| 56.              | 1995-09-10 | US Open             | hardcourt     | Gigi Fernández          | Brenda Schultz Rennae Stubbs                      | 7-5, 6-3        | details |
| 57.              | 1995-10-15 | WTA Filderstadt     | hardcourt (i) | Gigi Fernández          | Meredith McGrath Larisa Neiland                   | 5-7, 6-1, 6-4   | details |
| 58.              | 1996-02-04 | WTA Tokio           | tapijt (i)    | Gigi Fernández          | Mariaan de Swardt Irina Spîrlea                   | 7-6, 6-3        | details |
| 59.              | 1996-08-18 | WTA Manhattan Beach | hardcourt     | Lindsay Davenport       | Amy Frazier Kimberly Po                           | 6-1, 6-4        | details |
| 60.              | 1996-09-08 | US Open             | hardcourt     | Gigi Fernández          | Jana Novotná Arantxa Sánchez Vicario              | 1-6, 6-1, 6-4   | details |
| 61.              | 1997-01-26 | Australian Open     | hardcourt     | Martina Hingis          | Lindsay Davenport Lisa Raymond                    | 6-2, 6-2        | details |
| 62.              | 1997-02-02 | WTA Tokio           | tapijt (i)    | Lindsay Davenport       | Gigi Fernández Martina Hingis                     | 6-4, 6-3        | details |
| 63.              | 1997-03-15 | WTA Indian Wells    | hardcourt     | Lindsay Davenport       | Lisa Raymond Nathalie Tauziat                     | 6-3, 6-2        | details |
| 64.              | 1997-03-29 | WTA Key Biscayne    | hardcourt     | Arantxa Sánchez Vicario | Sabine Appelmans Miriam Oremans                   | 6-2, 6-3        | details |
| 65.              | 1997-05-24 | WTA Straatsburg     | gravel        | Helena Suková           | Jelena Lichovtseva Ai Sugiyama                    | 6-1, 6-1        | details |
| 66.              | 1997-06-08 | Roland Garros       | gravel        | Gigi Fernández          | Mary Joe Fernandez Lisa Raymond                   | 6-2, 6-3        | details |
| 67.              | 1997-07-06 | Wimbledon           | gras          | Gigi Fernández          | Nicole Arendt Manon Bollegraf                     | 7-6, 6-4        | details |
| 68.              | 1997-11-02 | WTA Moskou          | tapijt (i)    | Arantxa Sánchez Vicario | Yayuk Basuki Caroline Vis                         | 5-3, opg.       | details |
| 69.              | 1998-03-15 | WTA Indian Wells    | hardcourt     | Lindsay Davenport       | Alexandra Fusai Nathalie Tauziat                  | 6-4, 2-6, 6-4   | details |
| 70.              | 1998-05-17 | WTA Berlijn         | gravel        | Lindsay Davenport       | Alexandra Fusai Nathalie Tauziat                  | 6-3, 6-0        | details |
| 71.              | 1998-08-02 | WTA Stanford        | hardcourt     | Lindsay Davenport       | Larisa Neiland Olena Tatarkova                    | 6-4, 6-4        | details |
| 72.              | 1998-08-09 | WTA San Diego       | hardcourt     | Lindsay Davenport       | Alexandra Fusai Nathalie Tauziat                  | 6-2, 6-1        | details |
| 73.              | 1998-08-16 | WTA Manhattan Beach | hardcourt     | Martina Hingis          | Tamarine Tanasugarn Olena Tatarkova               | 6-4, 6-2        | details |
| 74.              | 1998-10-11 | WTA Filderstadt     | hardcourt (i) | Lindsay Davenport       | Anna Koernikova Arantxa Sánchez Vicario           | 6-4, 6-2        | details |
| 75.              | 1998-10-25 | WTA Moskou          | tapijt (i)    | Mary Pierce             | Lisa Raymond Rennae Stubbs                        | 6-3, 6-4        | details |
| 76.              | 1998-11-22 | WTA Championships   | tapijt (i)    | Lindsay Davenport       | Alexandra Fusai Nathalie Tauziat                  | 6-7, 7-5, 6-3   | details |
| 77.              | 1999-02-07 | WTA Tokio           | tapijt (i)    | Lindsay Davenport       | Martina Hingis Jana Novotná                       | 6-2, 6-3        | details |
| 78.              | 2000-02-20 | WTA Hannover        | tapijt (i)    | Åsa Carlsson            | Silvia Farina-Elia Karina Habšudová               | 6-3, 6-4        | details |
| 79.              | 2000-05-07 | WTA Hamburg         | gravel        | Anna Koernikova         | Nicole Arendt Manon Bollegraf                     | 6-7, 6-2, 6-4   | details |
| 80.              | 2002-05-25 | WTA Madrid          | gravel        | Martina Navrátilová     | Rossana Neffa-de los Ríos Arantxa Sánchez Vicario | 6-2, 6-3        | details |
| verloren finales |            |                     |               |                         |                                                   |                 |         |
| 01.              | 1988-07-04 | Wimbledon           | gras          | Larisa Savtsjenko       | Steffi Graf Gabriela Sabatini                     | 3-6, 6-1, 10-12 | details |
| 02.              | 1988-11-13 | WTA Chicago         | tapijt (i)    | Larisa Savtsjenko       | Lori McNeil Betsy Nagelsen                        | 4-6, 6-3, 4-6   | details |
| 03.              | 1988-11-20 | VS-kampioenschap    | tapijt (i)    | Larisa Savtsjenko       | Martina Navrátilová Pam Shriver                   | 3-6, 4-6        | details |
| 04.              | 1989-02-19 | WTA Fairfax         | tapijt (i)    | Larisa Savtsjenko       | Betsy Nagelsen Pam Shriver                        | 2-6, 3-6        | details |
| 05.              | 1989-02-26 | WTA Oakland         | tapijt (i)    | Larisa Savtsjenko       | Patty Fendick Jill Hetherington                   | 5-7, 6-3, 2-6   | details |
| 06.              | 1989-05-28 | WTA Genève          | gravel        | Larisa Savtsjenko       | Katrina Adams Lori McNeil                         | 6-2, 3-6, 4-6   | details |
| 07.              | 1989-07-09 | Wimbledon           | gras          | Larisa Savtsjenko       | Jana Novotná Helena Suková                        | 1-6, 2-6        | details |
| 08.              | 1989-11-19 | VS-kampioenschap    | tapijt (i)    | Larisa Savtsjenko       | Martina Navrátilová Pam Shriver                   | 3-6, 2-6        | details |
| 09.              | 1990-01-14 | WTA Sydney          | hardcourt     | Larisa Savtsjenko       | Jana Novotná Helena Suková                        | 3-6, 5-7        | details |
| 10.              | 1990-04-08 | WTA Hilton Head     | gravel        | Mercedes Paz            | Martina Navrátilová Arantxa Sánchez Vicario       | 2-6, 1-6        | details |
| 11.              | 1990-06-10 | Roland Garros       | gravel        | Larisa Savtsjenko       | Jana Novotná Helena Suková                        | 4-6, 5-7        | details |
| 12.              | 1990-10-28 | WTA Brighton        | tapijt (i)    | Jo Durie                | Helena Suková Nathalie Tauziat                    | 1-6, 4-6        | details |
| 13.              | 1991-03-31 | WTA Tarpon Springs  | gravel        | Larisa Savtsjenko       | Gigi Fernández Helena Suková                      | 6-4, 4-6, 6-7   | details |
| 14.              | 1991-04-14 | WTA Amelia Island   | gravel        | Mercedes Paz            | Arantxa Sánchez Vicario Helena Suková             | 6-4, 2-6, 2-6   | details |
| 15.              | 1991-06-09 | Roland Garros       | gravel        | Larisa Savtsjenko       | Gigi Fernández Jana Novotná                       | 4-6, 0-6        | details |
| 16.              | 1991-08-25 | WTA Washington      | hardcourt     | Gigi Fernández          | Jana Novotná Larisa Savtsjenko                    | 7-5, 1-6, 6-7   | details |
| 17.              | 1991-10-20 | WTA Filderstadt     | hardcourt (i) | Pam Shriver             | Martina Navrátilová Jana Novotná                  | 2-6, 7-5, 4-6   | details |
| 18.              | 1992-03-29 | WTA Wesley Chapel   | gravel        | Arantxa Sánchez Vicario | Jana Novotná Larisa Savtsjenko                    | 4-6, 2-6        | details |
| 19.              | 1992-05-17 | WTA Berlijn         | gravel        | Gigi Fernández          | Jana Novotná Larisa Savtsjenko                    | 6-7, 6-4, 5-7   | details |
| 20.              | 1992-08-23 | WTA Montréal        | hardcourt     | Gigi Fernández          | Lori McNeil Rennae Stubbs                         | 6-3, 5-7, 5-7   | details |
| 21.              | 1992-10-18 | WTA Filderstadt     | hardcourt (i) | Pam Shriver             | Arantxa Sánchez Vicario Helena Suková             | 4-6, 5-7        | details |
| 22.              | 1993-08-15 | WTA Manhattan Beach | hardcourt     | Gigi Fernández          | Arantxa Sánchez Vicario Helena Suková             | 6-7, 3-6        | details |
| 23.              | 1993-10-10 | WTA Zürich          | tapijt (i)    | Gigi Fernández          | Zina Garrison-Jackson Martina Navrátilová         | 3-6, 7-5, 3-6   | details |
| 24.              | 1994-03-27 | WTA Wesley Chapel   | gravel        | Gigi Fernández          | Jana Novotná Arantxa Sánchez Vicario              | 2-6, 5-7        | details |
| 25.              | 1994-04-03 | WTA Hilton Head     | gravel        | Gigi Fernández          | Lori McNeil Arantxa Sánchez Vicario               | 4-6, 1-4, opg.  | details |
| 26.              | 1995-01-29 | Australian Open     | hardcourt     | Gigi Fernández          | Jana Novotná Arantxa Sánchez Vicario              | 3-6, 7-6, 4-6   | details |
| 27.              | 1995-03-26 | WTA Key Biscayne    | hardcourt     | Gigi Fernández          | Jana Novotná Arantxa Sánchez Vicario              | 5-7, 6-2, 3-6   | details |
| 28.              | 1995-04-02 | WTA Hilton Head     | gravel        | Gigi Fernández          | Nicole Arendt Manon Bollegraf                     | 6-0, 3-6, 4-6   | details |
| 29.              | 1995-06-24 | WTA Eastbourne      | gras          | Gigi Fernández          | Jana Novotná Arantxa Sánchez Vicario              | 6-0, 3-6, 4-6   | details |
| 30.              | 1995-07-09 | Wimbledon           | gras          | Gigi Fernández          | Jana Novotná Arantxa Sánchez Vicario              | 7-5, 5-7, 4-6   | details |
| 31.              | 1995-11-19 | WTA Championships   | tapijt (i)    | Gigi Fernández          | Jana Novotná Arantxa Sánchez Vicario              | 2-6, 1-6        | details |
| 32.              | 1996-05-25 | WTA Edinburgh       | gravel        | Gigi Fernández          | Nicole Arendt Manon Bollegraf                     | 3-6, 6-2, 6-7   | details |
| 33.              | 1996-06-09 | Roland Garros       | gravel        | Gigi Fernández          | Lindsay Davenport Mary Joe Fernandez              | 2-6, 1-6        | details |
| 34.              | 1996-10-20 | WTA Zürich          | tapijt (i)    | Nicole Arendt           | Martina Hingis Helena Suková                      | 5-7, 4-6        | details |
| 35.              | 1997-01-12 | WTA Sydney          | hardcourt     | Lindsay Davenport       | Gigi Fernández Arantxa Sánchez Vicario            | 3-6, 1-6        | details |
| 36.              | 1997-05-18 | WTA Berlijn         | gravel        | Gigi Fernández          | Lindsay Davenport Jana Novotná                    | 2-6, 6-3, 2-6   | details |
| 37.              | 1997-09-07 | US Open             | hardcourt     | Gigi Fernández          | Lindsay Davenport Jana Novotná                    | 3-6, 4-6        | details |
| 38.              | 1998-02-01 | Australian Open     | hardcourt     | Lindsay Davenport       | Martina Hingis Mirjana Lučić                      | 4-6, 6-2, 3-6   | details |
| 39.              | 1998-02-08 | WTA Tokio           | tapijt (i)    | Lindsay Davenport       | Martina Hingis Mirjana Lučić                      | 5-7, 4-6        | details |
| 40.              | 1998-03-28 | WTA Miami           | hardcourt     | Arantxa Sánchez Vicario | Martina Hingis Jana Novotná                       | 2-6, 6-3, 3-6   | details |
| 41.              | 1998-06-07 | Roland Garros       | gravel        | Lindsay Davenport       | Martina Hingis Jana Novotná                       | 1-6, 6-7        | details |
| 42.              | 1998-06-20 | WTA Eastbourne      | gras          | Arantxa Sánchez Vicario | Mariaan de Swardt Jana Novotná                    | 1-6, 3-6        | details |
| 43.              | 1998-07-05 | Wimbledon           | gras          | Lindsay Davenport       | Martina Hingis Jana Novotná                       | 3-6, 6-3, 6-8   | details |
| 44.              | 1998-09-13 | US Open             | hardcourt     | Lindsay Davenport       | Martina Hingis Jana Novotná                       | 3-6, 3-6        | details |
| 45.              | 1998-11-15 | WTA Philadelphia    | tapijt (i)    | Monica Seles            | Jelena Lichovtseva Ai Sugiyama                    | 5-7, 6-4, 2-6   | details |
| 46.              | 1999-01-31 | Australian Open     | hardcourt     | Lindsay Davenport       | Martina Hingis Anna Koernikova                    | 5-7, 3-6        | details |
| 47.              | 1999-06-19 | WTA Eastbourne      | gras          | Jana Novotná            | Martina Hingis Anna Koernikova                    | 4-6, opg.       | details |
| 48.              | 1999-10-17 | WTA Zürich          | hardcourt (i) | Nathalie Tauziat        | Lisa Raymond Rennae Stubbs                        | 2-6, 2-6        | details |
| 49.              | 2000-03-18 | WTA Indian Wells    | hardcourt     | Anna Koernikova         | Lindsay Davenport Corina Morariu                  | 2-6, 3-6        | details |

### WTA-finaleplaatsen gemengd dubbelspel
| nr.              | finale     | toernooi        | ondergrond | partner    | tegenstanders                    | score         |         |
| ---------------- | ---------- | --------------- | ---------- | ---------- | -------------------------------- | ------------- | ------- |
| gewonnen finales |            |                 |            |            |                                  |               |         |
| 1.               | 1990-01-28 | Australian Open | hardcourt  | Jim Pugh   | Zina Garrison Rick Leach         | 4-6, 6-2, 6-3 | details |
| 2.               | 1995-01-29 | Australian Open | hardcourt  | Rick Leach | Gigi Fernández Cyril Suk         | 7-6, 6-7, 6-4 | details |
| verloren finales |            |                 |            |            |                                  |               |         |
| 1.               | 1990-09-09 | US Open         | hardcourt  | Jim Pugh   | Elizabeth Smylie Todd Woodbridge | 4-6, 2-6      | details |
| 2.               | 1991-07-07 | Wimbledon       | gras       | Jim Pugh   | Elizabeth Smylie John Fitzgerald | 6-7, 2-6      | details |

## Trivia
- Zverava daagde openlijk de Sovjet-regering uit om toestemming te krijgen om haar verdiensten op de WTA-tour te mogen behouden. Haar campagne was succesvol.[2]
- In 2000 kreeg Zverava een boete van $1000 omdat zij een obsceen gebaar had gemaakt naar het publiek, na een verloren dubbelspelwedstrijd samen met Anna Koernikova.[3]

## Resultaten grandslamtoernooien
| Legenda | Legenda                          |
| ------- | -------------------------------- |
| g.t.    | geen toernooi gehouden           |
| l.c.    | lagere categorie                 |
| –       | niet deelgenomen                 |
| G       | uitgeschakeld in de groepsfase   |
| 1R      | uitgeschakeld in de eerste ronde |
| 2R      | uitgeschakeld in de tweede ronde |
| 3R      | uitgeschakeld in de derde ronde  |
| 4R      | uitgeschakeld in de vierde ronde |
| KF      | uitgeschakeld in de kwartfinale  |
| HF      | uitgeschakeld in de halve finale |
| F       | de finale verloren               |
| W       | het toernooi gewonnen            |
| w-v     | winst/verlies-balans             |

### Enkelspel
| Toernooi        | 1987 | 1988 | 1989 | 1990 | 1991 | 1992 | 1993 | 1994 | 1995 | 1996 | 1997 | 1998 | 1999 | 2000 |    | 2002 |
| --------------- | ---- | ---- | ---- | ---- | ---- | ---- | ---- | ---- | ---- | ---- | ---- | ---- | ---- | ---- | -- | ---- |
| Australian Open | –    | –    | –    | 2R   | 4R   | 2R   | 3R   | 1R   | KF   | 1R   | 3R   | 3R   | 3R   | 2R   | –  |      |
| Roland Garros   | 3R   | F    | 1R   | 4R   | 2R   | KF   | 4R   | 4R   | 1R   | 3R   | 4R   | 2R   | 2R   | 4R   | –  |      |
| Wimbledon       | 4R   | 4R   | 3R   | KF   | 2R   | KF   | KF   | 1R   | 3R   | 2R   | 1R   | HF   | 2R   | 2R   | 1R |      |
| US Open         | 3R   | 1R   | 4R   | 2R   | 4R   | 3R   | KF   | –    | 4R   | 3R   | 3R   | 2R   | 2R   | –    | –  |      |

### Vrouwendubbelspel
| Toernooi        | 1987 | 1988 | 1989 | 1990 | 1991 | 1992 | 1993 | 1994 | 1995 | 1996 | 1997 | 1998 | 1999 | 2000 |    | 2002 |
| --------------- | ---- | ---- | ---- | ---- | ---- | ---- | ---- | ---- | ---- | ---- | ---- | ---- | ---- | ---- | -- | ---- |
| Australian Open | –    | –    | –    | KF   | KF   | HF   | W    | W    | F    | KF   | W    | F    | F    | 2R   | –  |      |
| Roland Garros   | –    | 3R   | W    | F    | F    | W    | W    | W    | W    | F    | W    | F    | KF   | 3R   | 1R |      |
| Wimbledon       | 1R   | F    | F    | HF   | W    | W    | W    | W    | F    | HF   | W    | F    | HF   | HF   | 2R |      |
| US Open         | 1R   | 2R   | KF   | HF   | W    | W    | HF   | HF   | W    | W    | F    | F    | 3R   | –    | 3R |      |

### Gemengd dubbelspel
| Australian Open | –  | W  | KF | KF | HF | 1R | W  | –  | KF | KF | –  | 21-6 |
| Roland Garros   | –  | –  | –  | KF | KF | 2R | 2R | –  | 2R | 2R | –  | 4-6  |
| Wimbledon       | –  | 1R | F  | 3R | HF | –  | 3R | –  | –  | –  | 1R | 13-4 |
| US Open         | 2R | F  | 1R | –  | KF | –  | –  | 1R | –  | –  | –  | 7-5  |